# Марудзезия Дариана
Марудзезия Дариана (лат. Marojejya darianii) — вид рода Marojejya семейства Пальмовые (Arecaceae).

## Распространение
Вид распространён только на Мадагаскаре около Мароантсера. Встречается в лесистых саваннах, на высотах до 600 метров над уровнем моря.
Находится под угрозой уничтожения среды обитания.

## Охрана
Решением 12-й Конференции Сторон Конвенции о международной торговле видами дикой фауны и флоры, находящимися под угрозой исчезновения (СИТЕС), состоявшейся в ноябре 2002 года в Чили, вид включён в Приложение II СИТЕС.